# Witnekmaina
De witnekmaina (Streptocitta albicollis) is een vogelsoort uit de familie Sturnidae.

## Verspreiding en leefgebied
Deze soort is endemisch op Celebes in Indonesië en telt twee ondersoorten:
- S. a. torquata: noordelijk en oostelijk Celebes.
- S. a. albicollis: zuidelijk en zuidoostelijk Celebes.